# Ludwig Eugen (Württemberg)
Ludwig Eugen Johann (* 6. Januar 1731 in Frankfurt am Main; † 20. Mai 1795 in Ludwigsburg) war von 1793 bis 1795 der dreizehnte regierende Herzog von Württemberg.

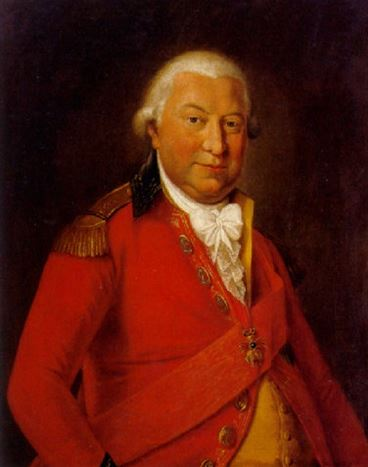
Ludwig Eugen

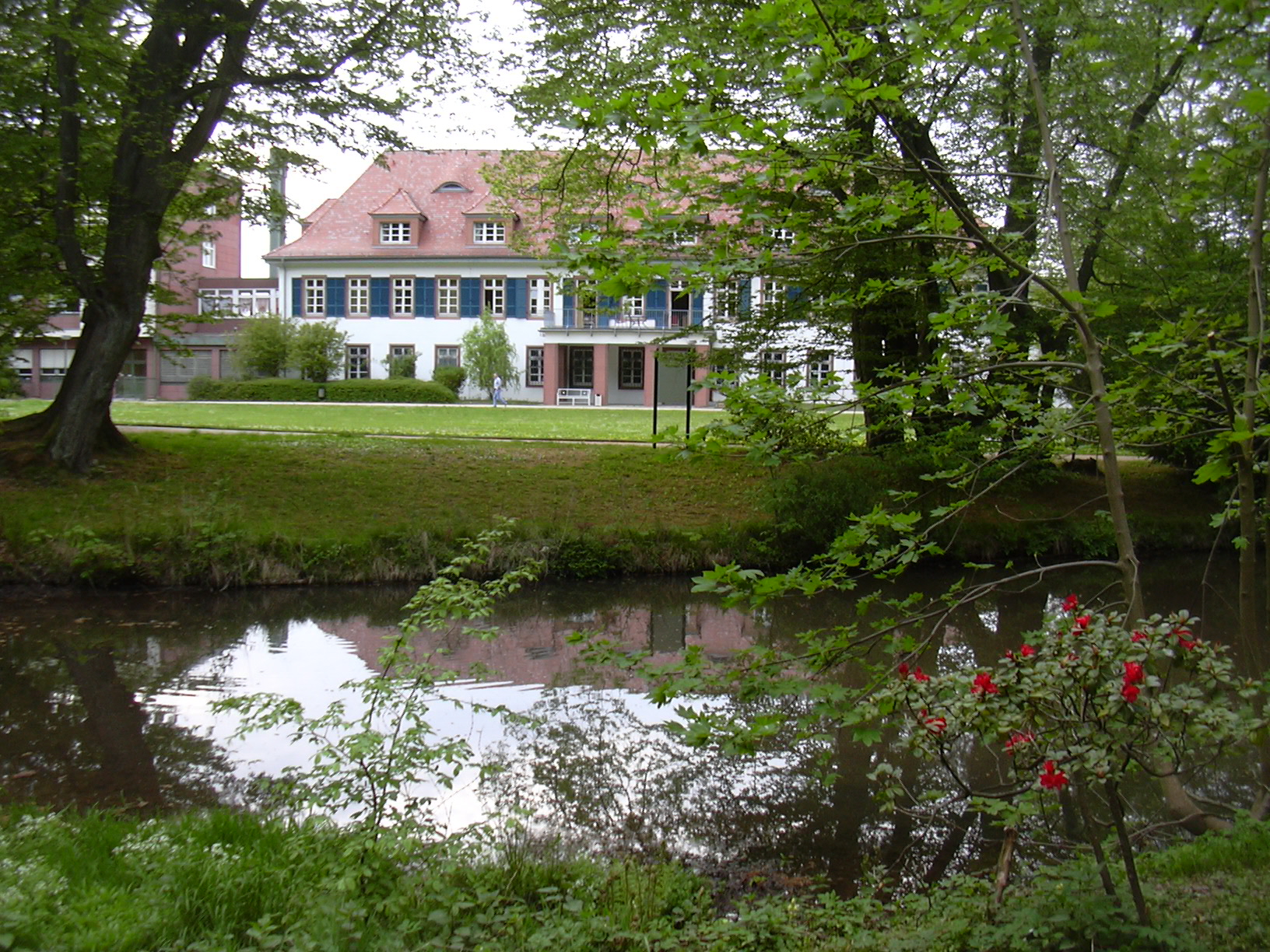
Ehemaliges Schloss Wasserlos (jetzt Krankenhaus des Landkreises)

## Leben
Ludwig Eugen war der zweite Sohn von Herzog Karl Alexander von Württemberg (Haus Württemberg) und Maria Augusta von Thurn und Taxis. Seine Brüder waren Carl Eugen und Friedrich Eugen. Seine Kindheit verbrachte Ludwig Eugen mit seinen beiden Brüdern am Hofe Friedrichs II. von Preußen. Dieser ernannte ihn 1743 zum Obersten der Reiterei und Chef des Dragonerregiments Nr.2.
1749 trat er in die Dienste von Ludwig XV. von Frankreich und wurde Inhaber eines deutschen Reiterregiments. Zu Beginn des Siebenjährigen Krieges zwischen Frankreich und England besetzte er 1756 die Insel Menorca (früher: Minorka) für Frankreich, dafür wurde er zum Generallieutenant, lieutenant-général des armées du roi befördert. Im folgenden Jahr trat er als Volontär ins österreichische Heer ein und nahm an allen weiteren Feldzügen des Siebenjährigen Kriegs teil.
1762 heiratete er in morganatischer Ehe die Gräfin Sophie Albertine von Beichlingen und zog sich ins Privatleben zurück.
Aus der Verbindung gingen drei Töchter hervor:
- Sophie Antoinette (* 17. Juni 1763; † 19. Mai 1775)
- Wilhelmine Friederike Elisabeth (* 4. Juli 1764; † 9. August 1817) ⚭ 1789 Fürst Kraft Ernst von Oettingen-Wallerstein (1748–1802)
- Henriette Charlotte Friederike (* 11. März 1767; † 23. Mai 1817) ⚭ 1796 Fürst Karl zu Hohenlohe-Jagstberg (1766–1838)

Er begann in dieser Zeit einen regen Briefwechsel mit dem von ihm bewunderten Jean-Jacques Rousseau, der unter anderem die Frage, ob und wie die in Rousseaus „Emile“ entwickelten Grundsätze auf die Erziehung von Prinzessinnen Anwendung finden können, behandelt. Den Vorschlag Rousseaus, seine Töchter von einer Gouvernante erziehen zu lassen, lehnte er ab, weil er sich und seiner Gemahlin nicht das „göttliche Recht“ nehmen lassen wollte, seine Kinder selbst zu erziehen.
Im Jahre 1790 kaufte der gebürtige Frankfurter die alte Burganlage im unterfränkischen Wasserlos bei Alzenau und ließ dort ein Schloss erbauen. Als er 1793  seinem Bruder als Herzog von Württemberg nachfolgte, gab er Wasserlos auf.
Während seiner Herrschaft versuchte er, das Bildungswesen Württembergs nach den von Rousseau entwickelten Grundsätzen aufzubauen.
Schon nach weniger als zwei Jahren Regierungszeit erlag Ludwig Eugen einem Schlaganfall. Nachfolger wurde sein jüngerer Bruder Friedrich Eugen.